# Berkley (Massachusetts)
Berkley város az USA Massachusetts államában, Bristol megyében. Lakosainak száma 6764 fő (2020. április 1.).

## Népesség
A település népességének változása:
| Lakosok száma | 5749 | 6411 | 6764 |
|               | 2000 | 2010 | 2020 |